# Onda
Onda – gmina w Hiszpanii, w prowincji Castellón, w Walencji, o powierzchni 108,42 km². W 2011 roku gmina liczyła 25 571 mieszkańców.